# Jun’ichi Ishida

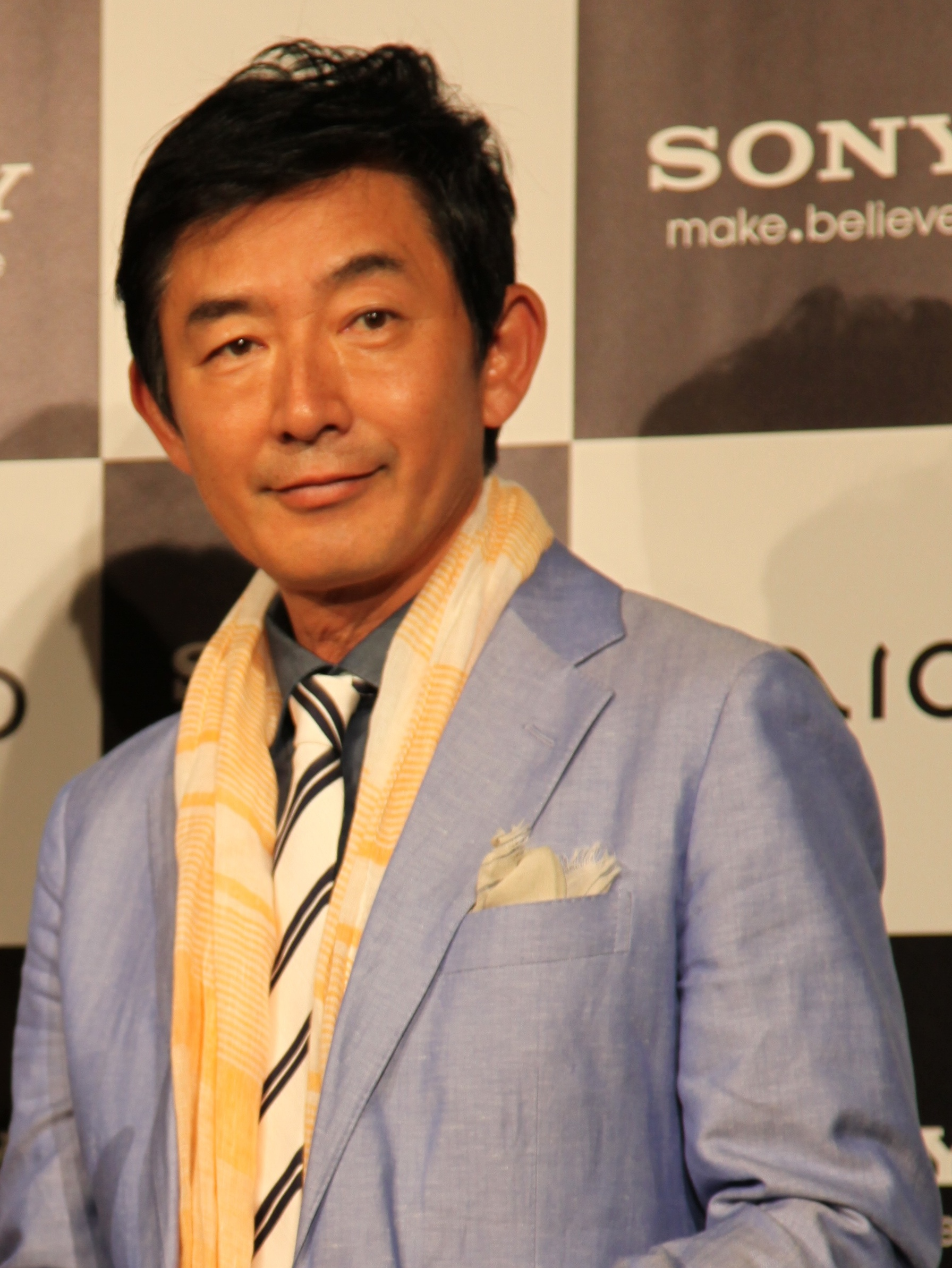
Jun’ichi Ishida (Mai 2010)

Jun’ichi Ishida (jap. 石田 純一, Ishida Jun’ichi; * 14. Januar 1954 in der Präfektur Tokio als Ishida Tarō 石田 太郎) ist ein japanischer Schauspieler. 

## Leben
Ishida wurde 1954 in der Präfektur Tokio geboren und lebte im Alter von drei bis sechs Jahren in den Vereinigten Staaten, da sein Vater Korrespondent der NHK war. Er besuchte die Waseda-Universität, brach sein Studium jedoch ab. Danach ging er für ein Jahr nach Pasadena (Kalifornien), um Theaterwissenschaft zu studieren. 1982 hatte er in der internationalen Fernsehproduktion Marco Polo seinen Durchbruch und spielte danach 1984 in der australischen Miniserie The Cowra Breakout. 1988 heiratete er die Schauspielerin Chiaki Matsubara, von der er 1999 geschieden wurde. Danach war er bis 2004 mit der Schauspielerin Rie Hasegawa verheiratet. 2009 heiratete er die Profigolferin Riko Higashio. Er hat drei Kinder.

## Filmografie (Auswahl)

### Film
- Against (1981)[4]
- Mikan no Taikyoku (未完の対局) (1982)[4]
- Shōsetsu Yoshida Gakkō (小説吉田学校) (1983)[4]
- Ai to Heisei no Iro Otoko (愛と平成の色男) (1989)[4]
- The Aurora (海のオーロラ) (2000)[4]

### Fernsehen
- 1982: Marco Polo (Miniserie)
- 1984: The Cowra Breakout